# Can Llapart
Can Llapart és una obra amb elements gòtics de Sant Feliu de Pallerols (Garrotxa) inclosa a l'Inventari del Patrimoni Arquitectònic de Catalunya.

## Descripció
Edifici civil amb teulada a dues vessants i orientada a sud.
Davant l'edifici hi ha una galeria més recent i dues entrades amb portal dovellat. A sobre del tapiat hi ha una finestra amb motius gòtics tardans (dos carots).
També a la banda esquerra hi ha una altra finestra renaixentista amb dos carots amb motius animals i humans.
Com a edificis auxiliars hi ha una era al davant, una pallissa a l'esquerra i unes quadres datades l'any 1737 a la dreta.

## Història
La casa fou edificada el segle XV-XIV (finestra gòtica).
Nicolau Llapart fou present en el procés de Pere Torrent, bruixot, l'any 1619.